# Liste der Monuments historiques in La Martyre
Die Liste der Monuments historiques in La Martyre führt die Monuments historiques in der französischen Gemeinde La Martyre auf.

## Liste der Bauwerke
| Bezeichnung | Beschreibung | Standort | Kennzeichnung | Schutzstatus | Datum | Bild           |
| --- | ------------ | -------- | ------------- | ------------ | ----- | -------------- |
| Kirche St-Salomon mit folgenden Fenstern: Passionsfenster, Tod Mariens und Wurzel-Jesse-Fenster. Siehe auch Calvaire, Friedhof und Kapelle. |              | (Lage)   | PA00090108    | Classé       | 1916  | weitere Bilder |
| Enceinte de Kerlavarec (Befestigungsanlage)                                                                                                 |              | (Lage)   | PA00135267    | Inscrit      | 1995  |                |
| Maisons du Guet |              | (Lage)   | PA00090109    | Inscrit      | 1925  |                |

## Liste der Objekte
- Monuments historiques (Objekte) in La Martyre in der Base Palissy des französischen Kultusministeriums